# Казерун
Казерун (персијски: کازرون, такође романизован као Kāzerūn, Казероун и Казероон; познат и као Касрун) је град и главни град округа Казерун, у провинцији Фарс, у  Ирану. Године 2016. Ово је био пети град по величини у покрајини, са становништвом чији је број износио 96,683 људи.  Његови пољопривредни производи укључују дугуљасте палме, цитрусно воће, пшеницу, дуван, пиринач, памук и винову лозу.
У оближњим рушевинама древног града Бишапура 19. км северно, налазе се рељефни прикази из доба Сасанида  (око 224–651). У великој пећини на том месту може се наћи статуа Шапура I (в.241–272). Рушевине Калех-је Габри (замак Габра или Зороастријанаца) налазе се на хумци југозападно од Казеруна.

## Клима
Казерун има полу-суву климу (Кепенова класификација климе: Бш).
| Клима Kazerun              | Клима Kazerun | Клима Kazerun | Клима Kazerun | Клима Kazerun | Клима Kazerun | Клима Kazerun | Клима Kazerun | Клима Kazerun | Клима Kazerun | Клима Kazerun | Клима Kazerun | Клима Kazerun | Клима Kazerun |
| Показатељ \ Месец          | .Јан.         | .Феб.         | .Мар.         | .Апр.         | .Мај.         | .Јун.         | .Јул.         | .Авг.         | .Сеп.         | .Окт.         | .Нов.         | .Дец.         | .Год.         |
| -------------------------- | ------------- | ------------- | ------------- | ------------- | ------------- | ------------- | ------------- | ------------- | ------------- | ------------- | ------------- | ------------- | ------------- |
| Максимум, °C (°F)          | 14,6 (58,3)   | 15,4 (59,7)   | 17,1 (62,8)   | 19,4 (66,9)   | 26,0 (78,8)   | 33,0 (91,4)   | 39,3 (102,7)  | 41,3 (106,3)  | 40,0 (104)    | 35,7 (96,3)   | 30,4 (86,7)   | 24,5 (76,1)   | 28,06 (82,5)  |
| Минимум, °C (°F)           | 4,0 (39,2)    | 4,5 (40,1)    | 4,9 (40,8)    | 7,2 (45)      | 12,4 (54,3)   | 18,7 (65,7)   | 26,0 (78,8)   | 27,4 (81,3)   | 24,9 (76,8)   | 20,9 (69,6)   | 17,1 (62,8)   | 13,5 (56,3)   | 15,13 (59,22) |
| Количина падавина, mm (in) | 53 (2,09)     | 62 (2,44)     | 45 (1,77)     | 6 (0,24)      | 0 (0)         | 0 (0)         | 0 (0)         | 0 (0)         | 1 (0,04)      | 12 (0,47)     | 28 (1,1)      | 50 (1,97)     | 257 (10,12)   |
| Извор: Climate-data.org    |               |               |               |               |               |               |               |               |               |               |               |               |               |

## Истакнуте личности
Насролах Мардани, познати савремени персијски песник, пореклом је из Казеруна. Такође се верује да Салман Персијанац, један од следбеника исламског пророка Мухамеда, потиче из овог града.  Хаџ Садралах Заманиан је био  један од стубова заједнице дуги низ година. Град је такође поприште чувене битке у роману Мој ујак Наполеон.
Казерун је град науке. Котб ел Дин Казеруни, Аламе Џалаладин Давани и Аламе Али Давани су из Казеруна. Мајке Хафеза и Саадија такође су биле из Казеруна. Фироуз Надери, (помоћник директора НАСА-ине Лабораторије за млазни погон (ЛМП), одговоран за формулисање пројеката и стратегију), рођен је у Казеруну. Реза Малекзадех, медицински научник и гастроентеролог, који је добро познат у Ирану, пореклом је из Казеруна.

## Интересантна места
- Језеро Паришан, које је близу Казеруна.[6]
- Река Шапур.
- Статуа Шапура (највећа статуа древног Ирана), која се налази у близини Бишапура.
- Национални парк Дашт-е Аржан, пространа зелена ливада поред аутопута Казерун – Шираз.[7]

## Историја
Историјски град Бишапур се налази близу Казеруна. Овај град је био главни град Сасанидског царства.
Од 16. априла 2018. године, у оквиру иранских протеста 2017–18, град је доживео антивладине протесте, а непосредни разлог за локалне протесте је био план парламентарца из Казеруна Хосеин Резазадеха да интегрише делове северних граничних округа града Новдан и Каемијех у нови град по имену Кух-е-Чинар. 18. маја 2018. године пет особа је убијено након што су снаге безбедности отвориле ватру на демонстранте.

## Рекреативна места
Барм је највећа равница храстова у Ирану, Даван, Сармашхад и Каскан су три села у Казеруну. Старо име Казеруна било је „Зелени град“.

## Поновно извођење Ашуре и Тасуа
Ова реприза била је једна од најславнијих и јединствених реконструкција у Ирану. Датум овог поновног представљања је девети и десети у месецу Мохарам. У ова два дана људи излазе и поново изводе реконструкцију битке код Кербале. Позориште почиње од јутра и ради до поднева. Готово сви људи у граду заједно шетају улицом. Они тугују због овог историјског догађаја.